# Kodi
Kodiは自由かつオープンソースのメディアプレイヤーアプリケーションで、非営利組織であるThe Kodi Foundation (旧:XBMC Foundation)にて開発されている。Windows、macOS、Linuxといった主要なオペレーティングシステム (OS) に対応しており、またx86やx86-64、ARMといった複数のアーキテクチャにも対応している。バージョン13までは「XBMC」という名称であったが、バージョン14から「Kodi」に変更された。
70以上の言語に翻訳され利用されている。また、いわゆる10フィートUIを備えており、テレビや大型スクリーンでの利用にも対応している。
XBMCは、もともと初代Xboxのメディアセンターアプリケーションとして作成された(XBMCはXBox Media Centerの略)が、今日では前述のOS以外にもAndroidやiOS、BSDにも移植され、クロスプラットフォームを実現している。
また、BDメニューにも対応しており、まだまだ開発途上とはいえ通常のメニューであれば視聴可能である。

## メインメニューの項目
メインメニューにある項目は次の通りである。
- ムービー: 単一の映画
- TV番組: 複数のエピソードからなるアニメやドラマなどのシリーズ作品
- ミュージック: 音楽
- ミュージックビデオ: ビデオの一つとして扱われる
- テレビ: PVR
- ラジオ: PVR
- ゲーム: オープンソースゲームやゲームエミュレータ
- アドオン: Kodiの公式リポジトリからダウンロードして使用可能、直接Zipファイルからのインストールも可能
- ピクチャー: 写真や画像
- ビデオ (ムービー、TV番組、ミュージックビデオのいずれにも属さない動画)
- お気に入り: お気に入りに登録したコンテンツ
- 天気予報: 天気予報アドオンによる指定した地域の天気予報が表示される

## スクリーンショット

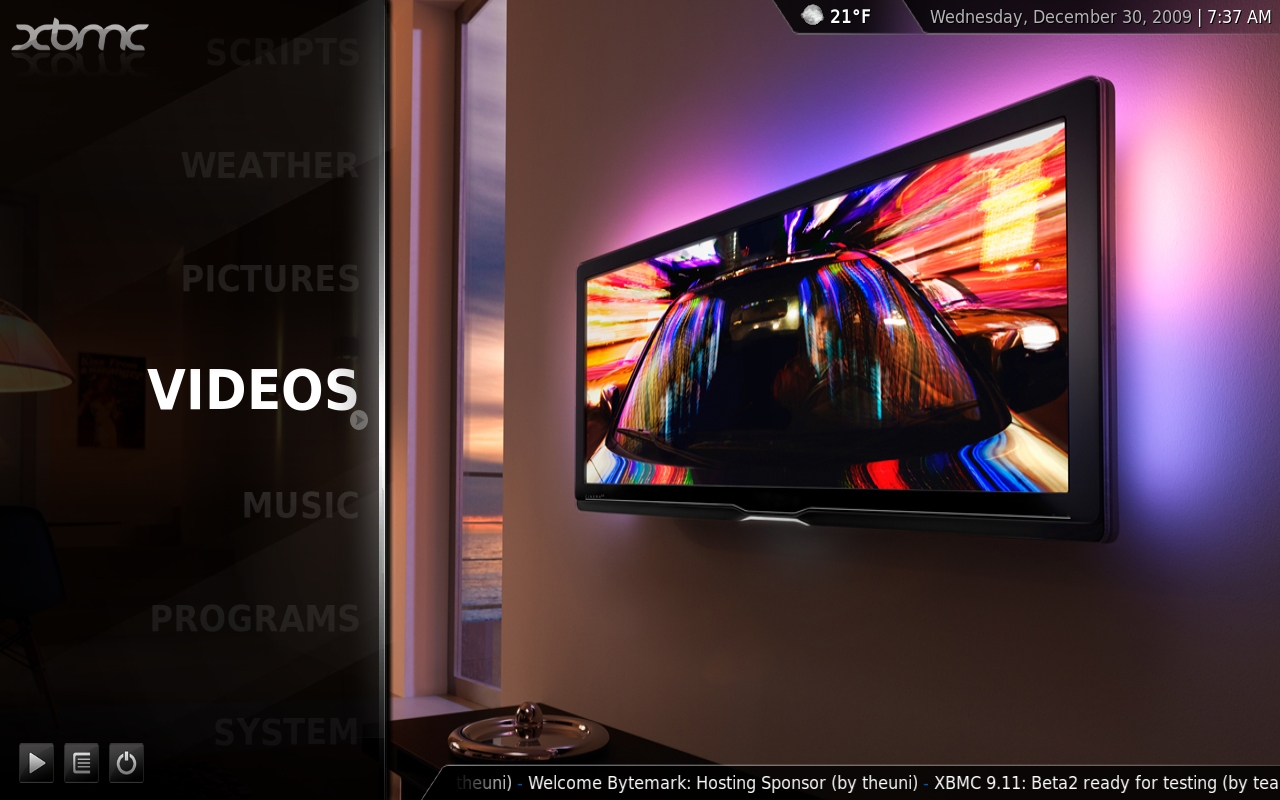
"Confluence" スキンのホームスクリーン。
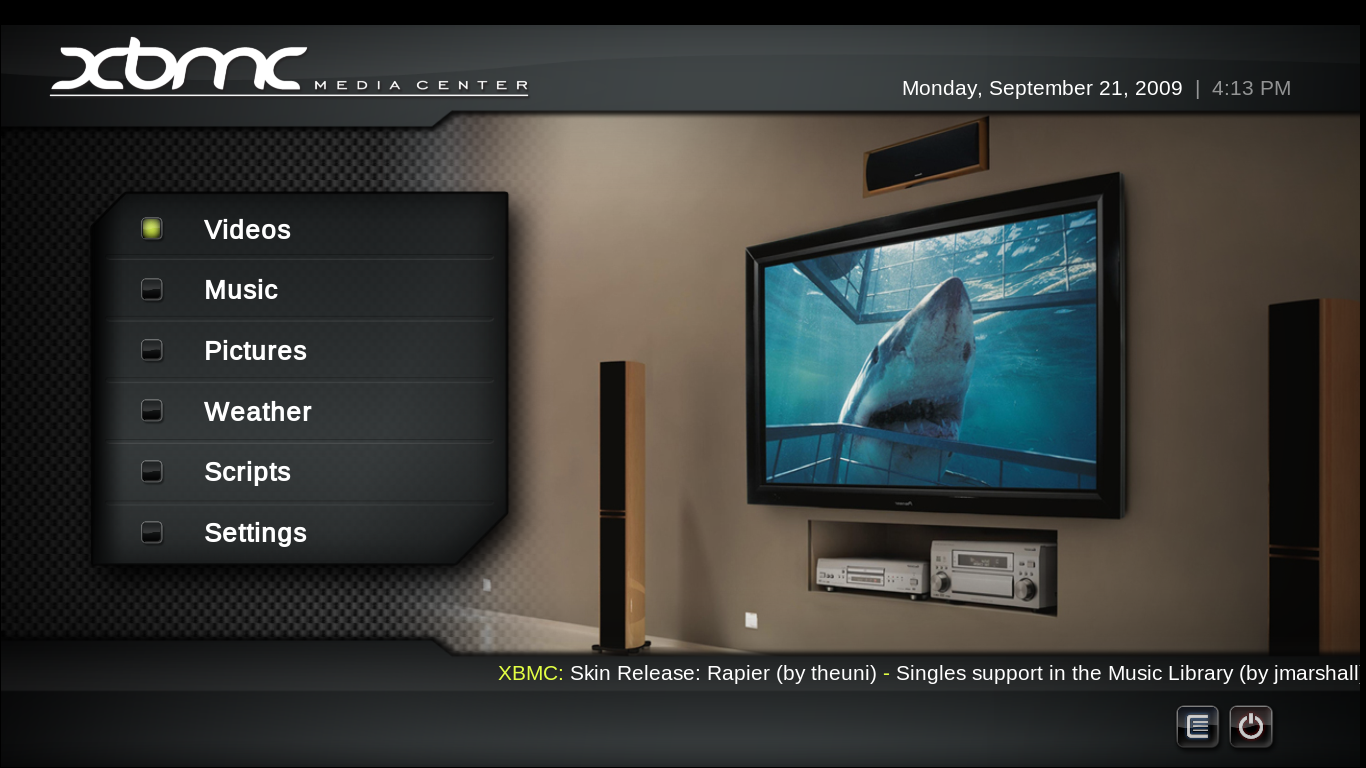
"PM3.HD" スキンのホームスクリーン。